# BADON
『BADON』（バードン）は、オノ・ナツメによる日本の漫画作品。『月刊ビッグガンガン』（スクウェア・エニックス）にて、2019年vol.02から2024年Vol.04まで連載。同作者の『ACCA13区監察課』から世界観を引き継ぎ、本作もドーワー王国を舞台に描かれている。4人の前科者が刑務所で出会い、意気投合し、出所後に高級煙草店を開き、第2の人生を歩んでいこうとするストーリー。『月刊ビッグガンガン』編集長の小泉浩志によると、オノらしい「ダンディで心に残るドラマが展開されて」いる作品。

## 沿革
2018年11月、本作が『月刊ビッグガンガン』にて連載されることが発表される。2019年1月25日発売の同誌Vol.02より連載を開始。
2020年3月、単行本第2巻が発売された際には、YouTubeにてPVを公開。2024年3月、同誌Vol.04にて完結となる。

## あらすじ
たばこ店開業を目指してバードン区に入区した4人の中年男。過去と決別し新たな人生を歩もうとする4人は、1年前刑務所で知り合ったばかりの、前科者であった。

## 登場人物
声の項はテレビコマーシャルの声優。

### 主要人物
リコ・ダイス
詐欺罪で9年服役。出所6ヶ月。
4人の中ではリーダー的存在。人当たりの良い紳士で、社交界なれしており、メインの経営と渉外を担当。
チーロ・ハート
声 - 小野大輔
恐喝罪で3年服役。出所1年。
かつてヤッカラの犯罪組織に所属。きっぱりと足を洗ったはずが、資金難、トラブル対応などでそのたびに借りを作ることになり頭を抱えている。
アント・ラズ
強盗罪で11年服役。出所2ヶ月。
あまり外に出たがらず、店では電話番をしていることが多いが、冷静に状況を見ている。
4人の中では、唯一日常的に悪事や犯罪に手を染めていた悪党ではなく、そういった世界に疎い面がある。(カジノで闇タバコが流通していることも知らなかった)
エルモ・クラップス
過失運転致死罪で6年服役。出所1ヶ月。
4人の中では最もフットワークが軽く営業を担当。プリミエラの売上の半分は彼の顧客。
仲間たちに警戒されるほどの女好き。特にエプロンの似合う若い娘が好み。
リリー・ハウジー
プリミエラの家政婦。16歳だが背が低く子供に見えるので、エルモを警戒して12歳ということにしている。
炊事洗濯掃除と何でもこなし、男所帯を支えている。

## 書誌情報
- オノ・ナツメ『BADON』スクウェア・エニックス〈ビッグガンガンコミックス〉、全9巻
  1. 2019年9月25日発売[5][12]、ISBN 978-4-7575-6319-3
  2. 2020年3月25日発売[9][13]、ISBN 978-4-7575-6582-1
  3. 2020年11月25日発売[14]、ISBN 978-4-7575-6963-8
  4. 2021年6月24日発売[15]、ISBN 978-4-7575-7334-5
  5. 2022年1月25日発売[16]、ISBN 978-4-7575-7697-1
  6. 2022年8月25日発売[17]、ISBN 978-4-7575-8095-4
  7. 2023年3月25日発売[18]、ISBN 978-4-7575-8488-4
  8. 2023年10月25日発売[19]、ISBN 978-4-7575-8871-4
  9. 2024年5月24日発売[20]、ISBN 978-4-7575-9208-7

## イベントなど
2019年、オノの作品『ACCA13区監察課』と本作のコラボカフェを開催。同年12月18日から大阪府のアニぱらCAFE心斎橋、2020年1月16日から愛知県のアニぱらCAFE名古屋、同年2月14日から東京都のアニぱらCAFE池袋にて行われた。
2022年2月1日、四国電力とコラボレートし、本作のチーロ・ハートとドナが登場するテレビコマーシャルを四国地域限定で放送。
2024年2月2日から東京都有楽町のマルイにて開催された『ACCA13区監察課』のイベント「ACCA13区監察課10周年記念ミュージアム」では、本作の紹介コーナーが設けられた。